# Urheilupuisto
Urheilupuisto (szw. Idrottsparken) – stacja metra helsińskiego znajdująca się w dzielnicy Tapiola, na terenie Espoo. Położona jest w pobliżu stadionu Tapiolan urheilupuisto.
Stację otwarto 18 listopada 2017, w ramach budowy tzw. Länsimetro.